# Matteo Filorizzo
Matteo Paolo Filorizzo (19 februari 2006) is een Belgisch voetballer die onder contract ligt bij KAS Eupen.

## Clubcarrière
Filorizzo is afkomstig van Ayeneux. Via Melen, Entente Blegnytoise en RFC de Liège belandde hij bij de jeugdopleiding van KAS Eupen, waar hij in april 2022 een tweejarig contract ondertekende.
Op 25 februari 2024 maakte Filorizzo zijn officiële debuut in het eerste elftal van Eupen: op de 27e competitiespeeldag liet trainer Florian Kohfeldt hem in de 0-2-nederlaag tegen Cercle Brugge in de 84e minuut invallen voor Yentl Van Genechten. Kort daarop ondertekende Filorizzo een nieuw contract dat hem tot medio 2027 aan de club verbond. Op de twee laatste speeldagen van de reguliere competitie mocht hij ook invallen tegen STVV en Standard Luik.

## Clubstatistieken
| Seizoen         | Club            | Land            | Competitie      | Competitie | Competitie | Beker | Beker | Supercup | Supercup | Europees | Europees | Totaal | Totaal |
| Seizoen         | Club            | Land            | Competitie      | Wed.       | Dlp.       | Wed.  | Dlp.  | Wed.     | Dlp.     | Wed.     | Dlp.     | Wed.   | Dlp.   |
| --------------- | --------------- | --------------- | --------------- | ---------- | ---------- | ----- | ----- | -------- | -------- | -------- | -------- | ------ | ------ |
| 2023/24         | KAS Eupen       | Vlag van België | Eerste klasse A | 4          | 0          | 0     | 0     | —        | —        | —        | —        | 4      | 0      |
| Carrière totaal | Carrière totaal | Carrière totaal | Carrière totaal | 4          | 0          | 0     | 0     | 0        | 0        | 0        | 0        | 4      | 0      |

Bijgewerkt op 29 april 2024.
1 Moser ·
2 Van Genechten ·
3 Davidson ·
4 Baiye ·
7 Nuhu ·
8 Peeters ·
9 Prevljak ·
10 Charles-Cook ·
11 N'Dri ·
13 S. Keita ·
14 Deom ·
15 Magnée ·
17 Bitumazala ·
18 A. Keita ·
20 Magee ·
23 Christie-Davis ·
24 Wakaso ·
28 Paeshuyse ·
29 Alloh ·
30 Gorenc ·
33 Nurudeen ·
35 Lambert ·
47 Offermann ·
77 Oger ·
99 Roufosse ·
Coach: Still